# خرگوشک دم‌پنبه‌ای
خرگوشک‌های دم‌پنبه‌ای (نام علمی: Sylvilagus) نام یک سرده از تیره خرگوشان است.

## فهرست گونه‌ها
سرده خرگوش‌های دم‌پنبه‌ای
- زیرسرده Microlagus
  - Sylvilagus bachmani – خرگوش فرچه‌ای
- زیرسرده Sylvilagus
  - Sylvilagus audubonii – خرگوش دم‌پنبه‌ای بیابان
  - Sylvilagus cognatus – دم‌پنبه‌ای کوهی مانزانو
  - Sylvilagus cunicularius – خرگوش دم‌پنبه‌ای مکزیکی
  - Sylvilagus floridanus – خرگوش دم‌پنبه‌ای شرقی
  - Sylvilagus graysoni – خرگوش ترس ماریاس
  - Sylvilagus nuttallii – خرگوش دم‌پنبه‌ای کوهی
  - Sylvilagus obscurus – خرگوش دم‌پنبه‌ای آپالاچی
  - Sylvilagus robustus – خرگوش تنومند
  - Sylvilagus transitionalis – خرگوش دم‌پنبه‌ای نیوانگلند
- زیرسرده Tapeti
  - Sylvilagus aquaticus – خرگوش باتلاق
  - Sylvilagus brasiliensis – خرگوش برزیلی
  - Sylvilagus dicei – خرگوش دم‌پنبه‌ای دایس
  - Sylvilagus insonus – خرگوش دم‌پنبه‌ای اومیلتیم
  - Sylvilagus palustris – خرگوش مرداب
  - Sylvilagus varynaensis – خرگوش دشتی ونزوئلا
- زیرسرده ناشناس
  - Sylvilagus mansuetus – خرگوش فرچه‌ای سان خوزه

## نگارخانه

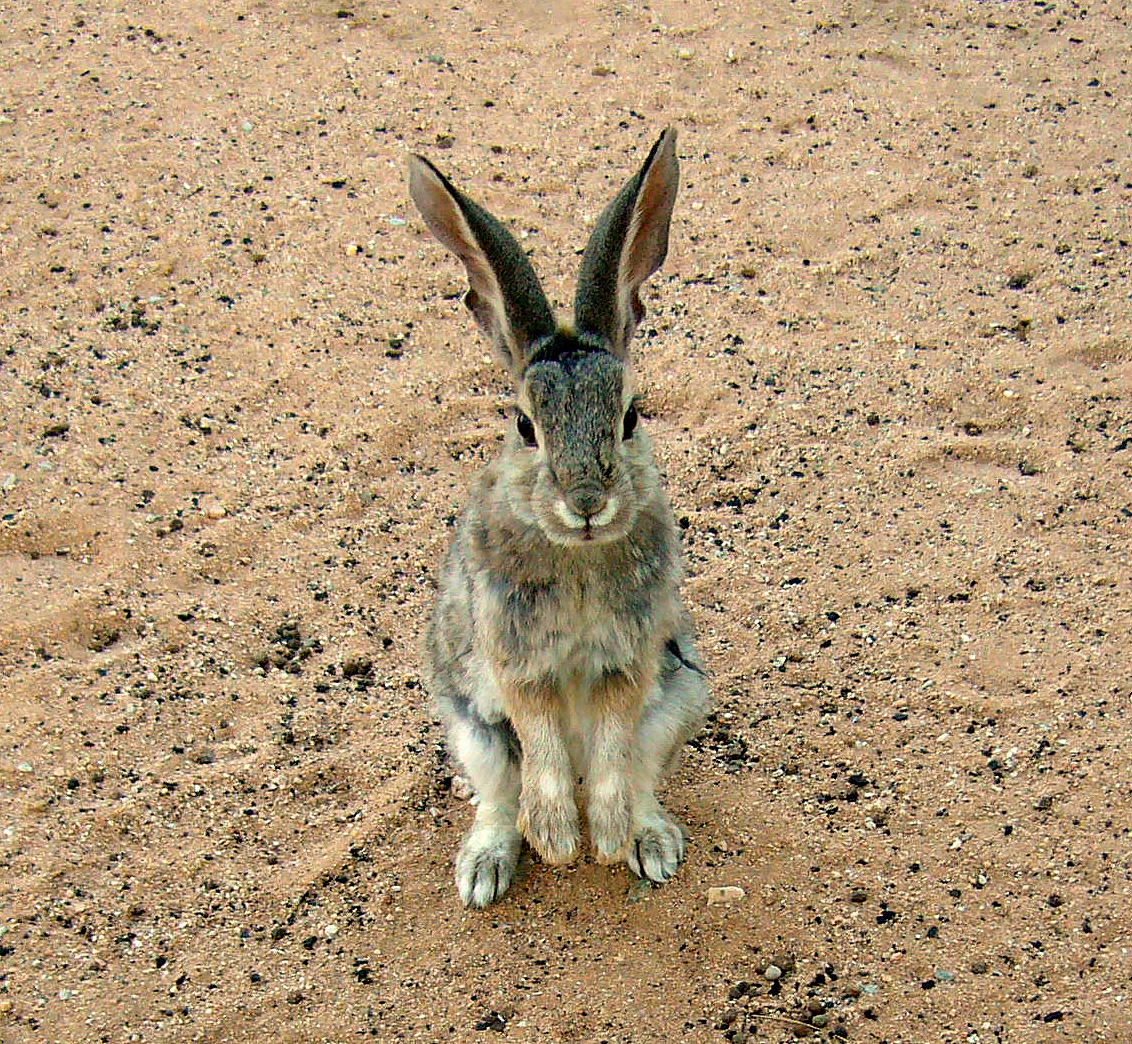
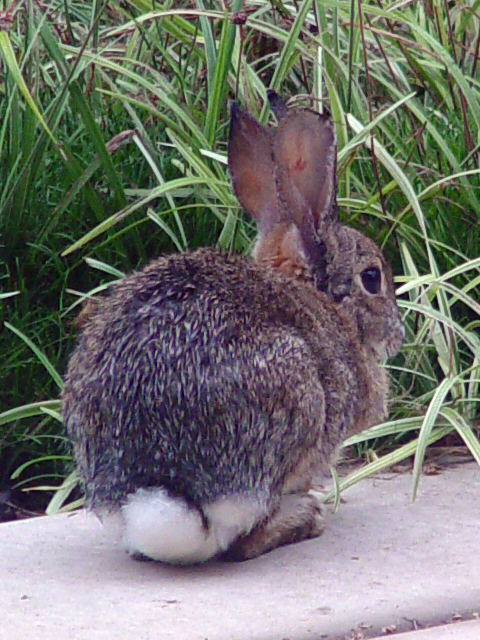
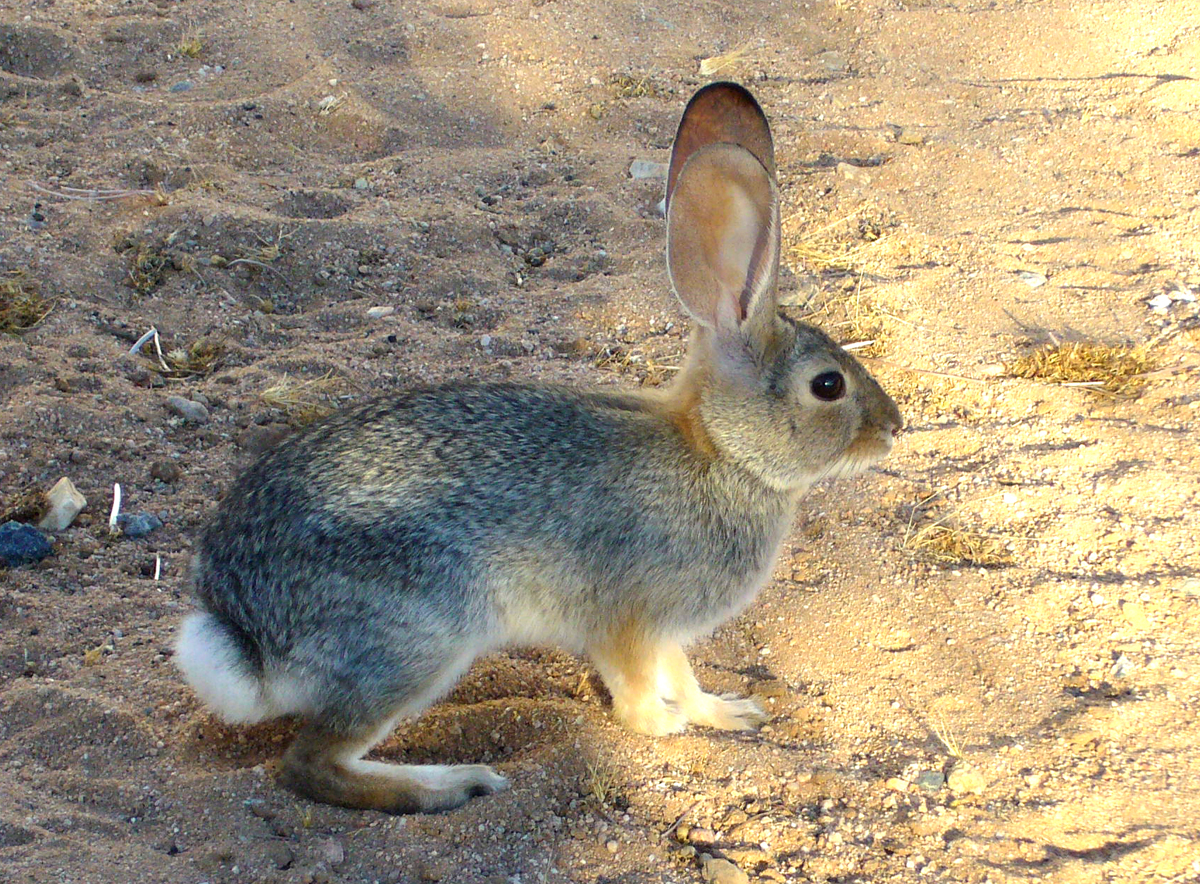
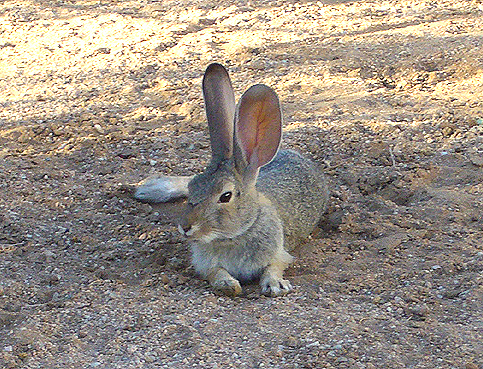
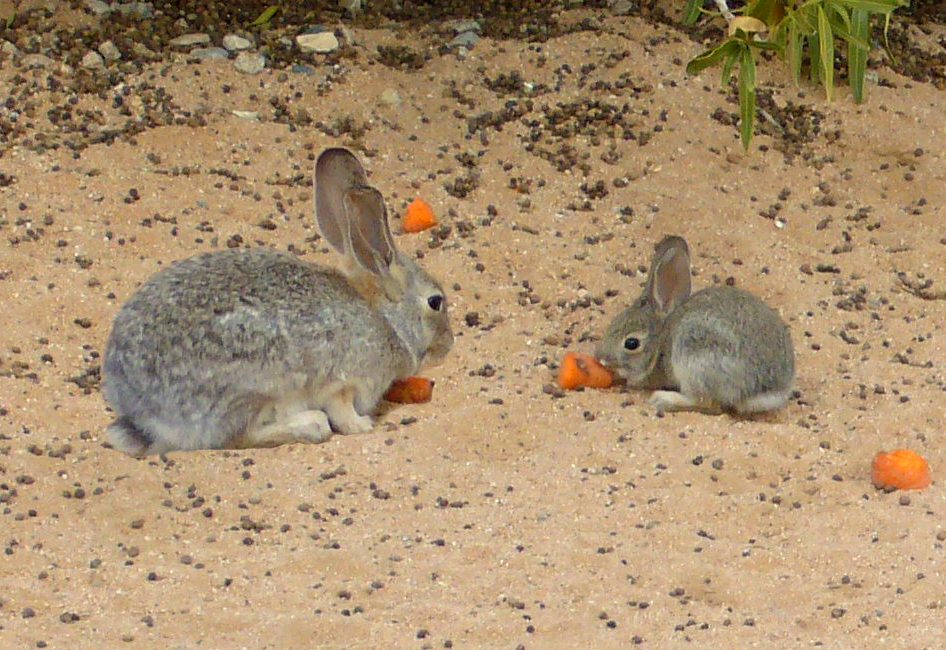